# Хасберге
Хасберге (нем. Haßberge) — район в Германии. Центр района — город Хасфурт. Район входит в землю Бавария. Подчинён административному округу Нижняя Франкония . Занимает площадь 956,52 км². Население — 88 256 чел. Плотность населения — 92 человека/км².
Официальный код района — 09 6 74.
Район подразделяется на 26 общин.

## Административное деление

### Городские общины
1. Кёнигсберг-ин-Байерн (3 739)
2. Хасфурт (13 493)
3. Хофхайм-ин-Унтерфранкен (5 234)
4. Цайль-ам-Майн (5 924)
5. Эберн (7 426)
6. Эльтманн (5 505)

### Ярмарочные общины
1. Бургпреппах (1 456)
2. Марольдсвайзах (3 765)
3. Рентвайнсдорф (1 611)

### Общины
1. Айдхаузен (1 926)
2. Брайтбрунн (1 084)
3. Бундорф (973)
4. Вонфурт (1 969)
5. Гедхайм (1 250)
6. Занд-ам-Майн (3 198)
7. Кирхлаутер (1 444)
8. Кнецгау (6 556)
9. Обераурах (4 384)
10. Пфарвайзах (1 586)
11. Рауэнебрах (3 200)
12. Ридбах (1 720)
13. Терес (2 822)
14. Унтермерцбах (1 773)
15. Штеттфельд (1 260)
16. Эбельсбах (3 941)
17. Эрмерсхаузен (614)

## Население
По оценке на 31 декабря 2015 года население района Хасберге составляет 84 581 чел. 

| Дата      | 1840  | 1871  | 1900  | 1925  | 1939  | 1950  | 1961  | 1970  | 1987  | 2011  |
| --------- | ----- | ----- | ----- | ----- | ----- | ----- | ----- | ----- | ----- | ----- |
| Население | 53786 | 55328 | 54587 | 57966 | 58909 | 82670 | 77290 | 81537 | 80257 | 84575 |

| Год       | 1960  | 1970  | 1980  | 1990  | 2000  | 2009  | 2010  | 2011  | 2012  | 2013  | 2014  | 2015  |
| --------- | ----- | ----- | ----- | ----- | ----- | ----- | ----- | ----- | ----- | ----- | ----- | ----- |
| Население | 76162 | 81500 | 77304 | 83287 | 88509 | 85379 | 85010 | 84440 | 84226 | 84090 | 84152 | 84581 |